# Her Twelve Men
Her Twelve Men is een Amerikaanse film uit 1954 onder regie van Robert Z. Leonard. De film is gebaseerd op de roman Snips and Snails uit 1953 van Louise Baker. Destijds werd hij in Nederland uitgebracht onder de titel Haar Dozijn Mannen. Het was de laatste film die Greer Garson maakte onder contract bij Metro-Goldwyn-Mayer.

## Verhaal

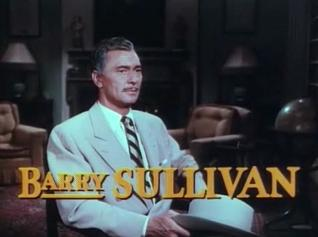
Richard Y. Oliver, Sr.

Jan Stewart is een vrouw die de eerste vrouwelijke leerkracht wordt op een kostschool voor jongens in The Oaks. Hoewel hij weet dat ze geen ervaring als lerares heeft, neemt directeur Avord Barrett haar op aanraden van haar familie aan. Ze zal de zorg moeten nemen over twaalf jongens. De jonge en zieke Bobby Lennox springt hier voor haar uit. Ze vraagt achtergrondinformatie over hem bij Joe Hargrave, die werkt op de lagere school. Hij vertelt haar dat hij ouders heeft, maar thuis niet gewenst is. Ze raakt bevriend met Joe en vertelt hem dat haar man enkele maanden eerder is overleden.
De volgende dag geeft Jan voor het eerst les en heeft moeite met controle houden over haar rebelse leerlingen. Een paar leerlingen verbergen een hondje, dat ze dolgraag willen houden. Jan komt hierachter en vraagt advies aan Joe, die zojuist terugkomt van een date met de rijke Barbara Dunning. Hij raadt haar aan niet het vertrouwen van de leerlingen te winnen door ze te verwennen. Niet veel later krijgt ze medelijden met Bobby, die voor de zoveelste keer Kerstmis moet doorbrengen op school. Enkele dagen later stuurt weduwnaar Richard Y. Oliver sr. zijn zoon Richard jr. naar de kostschool. De kleine Richard kan met niemand opschieten. Als hij op een avond het brandalarm laat afgaan, geeft de hoofdmeester de hele klas straf omdat hij zich niet wil aangeven.
Als gevolg hiervan wordt Richard het slachtoffer van pesterijen. De jongens zetten hem onder druk 's nachts naar buiten te gaan. Hier komt Richard ernstig te vallen en breekt zijn been. De directeur vindt dit onaanvaardbaar en verwijdert hem van school. Ondertussen heeft Jan het druk met Bobby, die al in tijden geen brief heeft gehad van zijn ouders. Om hem gerust te stellen, schrijft ze zelf een brief en zet zijn moeders naam eronder. Ze krijgt hierna de taak Richard terug naar Texas te brengen. Ze probeert met hem te praten om uit te vinden waarom hij kattenkwaad uithaalt. Op het moment dat ze terug naar school wil gaan, smeekt Richard haar te blijven. Zijn vader merkt dan hoe ongelukkig zijn zoon is en besluit meer tijd met hem door te brengen.
Jan overnacht enkele dagen bij de Olivers en regelt dat Richard terug naar school mag komen. Daar leert hij eindelijk overweg te gaan met zijn klasgenoten. Met Jan gaat het echter minder goed. De oude Richard is verliefd op haar geworden en dit zorgt voor jaloezie bij Joe. Ze krijgt ruzie met hem, neemt ontslag en accepteert een huwelijksaanzoek van Richard. Vlak voor de bruiloft spreekt ze Bobby nog een keer, die ontdekt dat de brieven van zijn moeder werkelijk zijn geschreven door Jan. Vlak voordat ze vertrekt met de Olivers, smeken Joe en de leerlingen haar te blijven. Om die reden besluit ze niet weg te gaan.

## Rolbezetting
| Acteur           | Personage              |
| ---------------- | ---------------------- |
| Greer Garson     | Jan Stewart            |
| Robert Ryan      | Joe Hargrave           |
| Barry Sullivan   | Richard Y. Oliver, Sr. |
| Richard Haydn    | Dokter Avord Barrett   |
| Barbara Lawrence | Barbara Dunning        |
| James Arness     | Ralph Munsey           |
| Rex Thompson     | Homer Curtis           |
| Tim Considine    | Richard Y. Oliver, Jr. |
| David Stollery   | Jeff Carlin            |
| Frances Bergen   | Sylvia Carlin          |
| Ian Wolfe        | Roger Frane            |
| Donald MacDonald | Bobby Lennox           |